# Andrée de Jongh
Andrée de Jongh (Schaerbeek, Bélgica, 30 de noviembre de 1916 - Bruselas, 13 de octubre de 2007) fue una enfermera, integrante de la resistencia belga, que organizó la Línea Cometa (Le Réseau Comète), para la fuga de soldados aliados durante la II Guerra Mundial.

## Biografía
Andrée o Dédée de Jongh nació en Schaerbeek en Bélgica, luego bajo ocupación alemana durante la Primera Guerra Mundial. Ella era la hija menor de Frédéric de Jongh, el director de una escuela primaria y de Alice Decarpentrie. Edith Cavell fue una enfermera británica ejecutada por los alemanes en el nacional Tir en Schaerbeek en 1915 por ayudar a las tropas a escapar de la Bélgica ocupada a los neutrales Países Bajos, en la Primera Guerra Mundial y fue su heroína e inspiración en su juventud. De Jongh llegó a ser artista en Malmedy.
Cuando los nazis invadieron Bélgica en mayo de 1940, Andrée se instaló en Bruselas, donde con ayuda de su padre pasó un año preparando una red para la fuga de soldados aliados capturados. En agosto de 1941, se presentó en el consulado británico en Bilbao junto con un soldado británico y dos voluntarios belgas, con quienes viajó en tren, pasando por París hasta Bayona y luego cruzando a pie los Pirineos. Obtuvo el apoyo del MI9 y por rutas similares, llegando luego al consulado británico en Madrid y desde allí a Gibraltar. 400 militares aliados escaparon desde Bélgica, de los cuales Andrée acompañó durante todo el viaje a 118. 
La Gestapo capturó a su padre, Frédéric de Jongh, en París, en junio de 1943 y lo ejecutó. Otros integrantes de la red fueron detenidos, 23 de los cuales también fueron ejecutados. Andrée fue a su vez capturada en enero de 1944, pero la Línea Cometa siguió funcionando y logró la evasión de otros 400 prisioneros. 
Los nazis, sin sospechar que era Andrée la jefa de la red, después de mantenerla en la prisión de Fresnes, la enviaron al campo de concentración de Ravensbrück. Fue liberada por las tropas soviéticas el 30 de abril de 1945.
Después de la guerra trabajó como enfermera en el Congo Belga y luego en Etiopía, en el hospital para enfermos de lepra de Adís Abeba. Jubilada, vivió sus últimos años en Bruselas. 
Recibió diversas condecoraciones como Medal of Freedom de Estados Unidos, y la George Medal en el Reino Unido; además en Bélgica recibió el título de condesa y el grado de teniente coronel del ejército.